# 亞當斯 (紐約州)
亞當斯（英語：Adams）是一個位於美國紐約州傑佛遜縣的鎮。

## 人口
根據2020年美國人口普查的數據，亞當斯的面積為109.77平方千米，當中陸地面積為109.38平方千米，而水域面積為0.39平方千米。當地共有人口4973人，而人口密度為每平方千米45人。